# Elasmus unicolor
Elasmus unicolor är en stekelart som först beskrevs av Camillo Rondani 1877.  Elasmus unicolor ingår i släktet Elasmus och familjen finglanssteklar. Arten är reproducerande i Sverige. Inga underarter finns listade i Catalogue of Life.